# Sansevieria downsii
Sansevieria downsii là một loài thực vật có hoa trong họ Măng tây. Loài này được Chahin. mô tả khoa học đầu tiên năm 2000.

## Hình ảnh

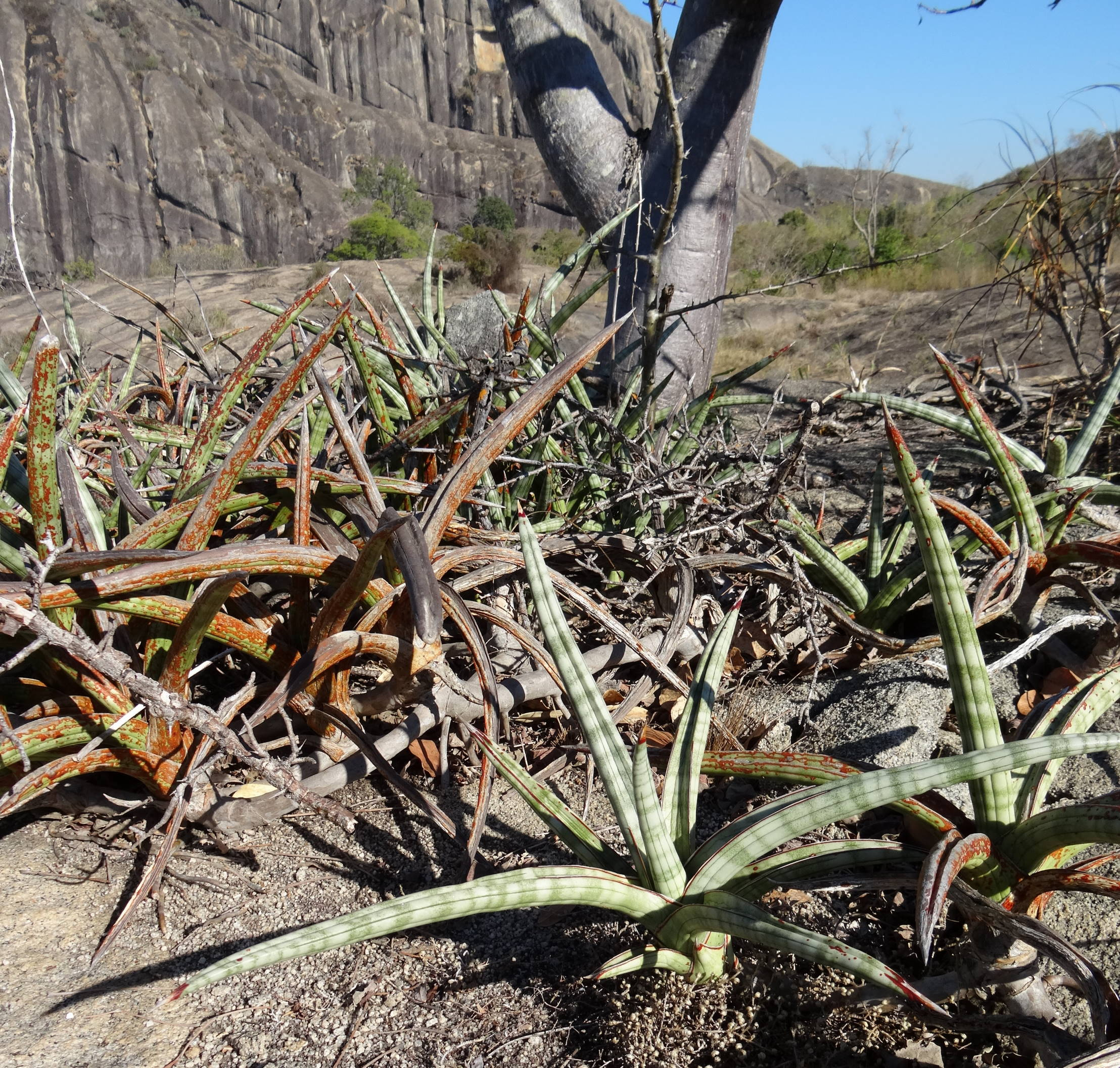
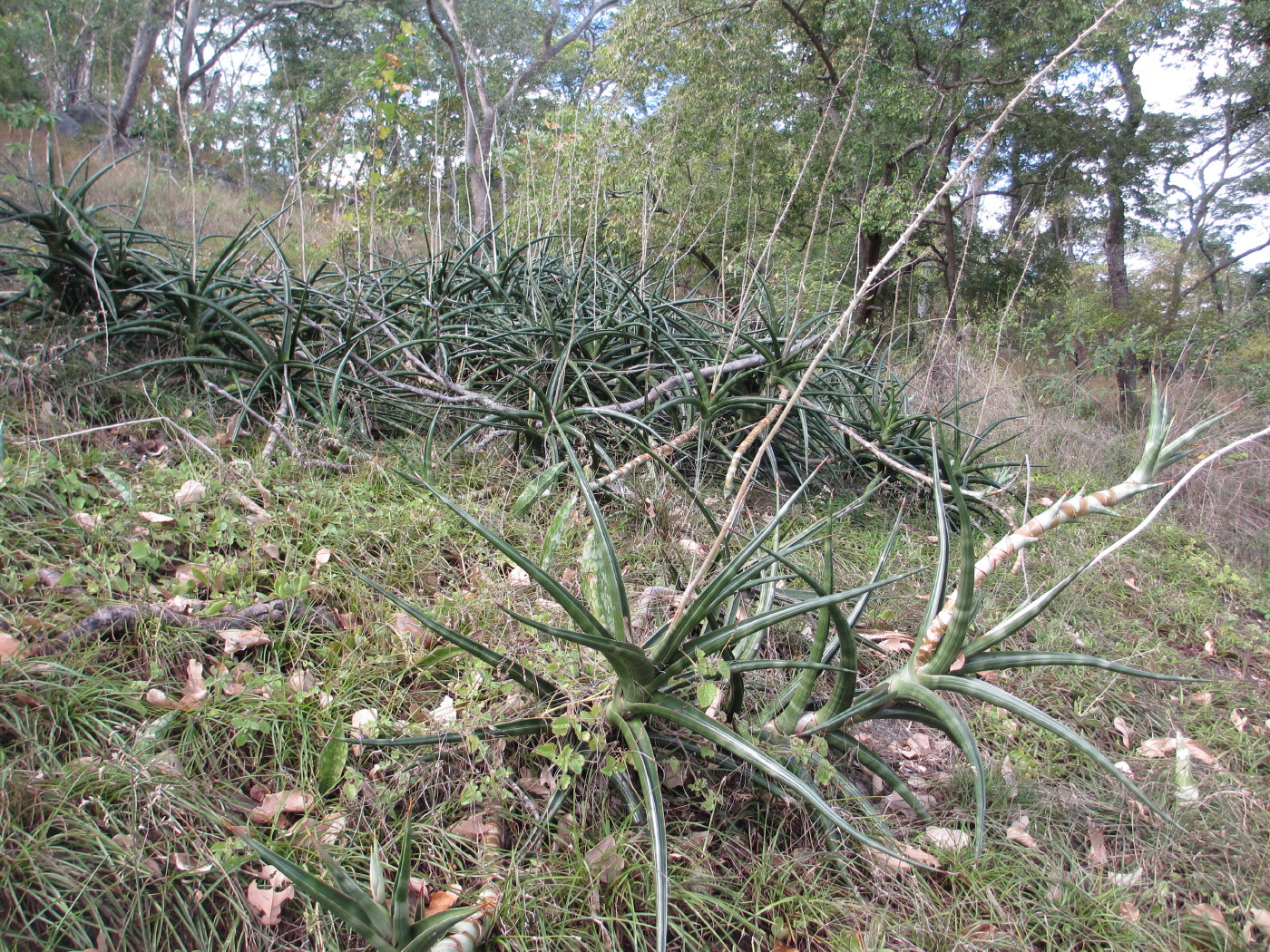
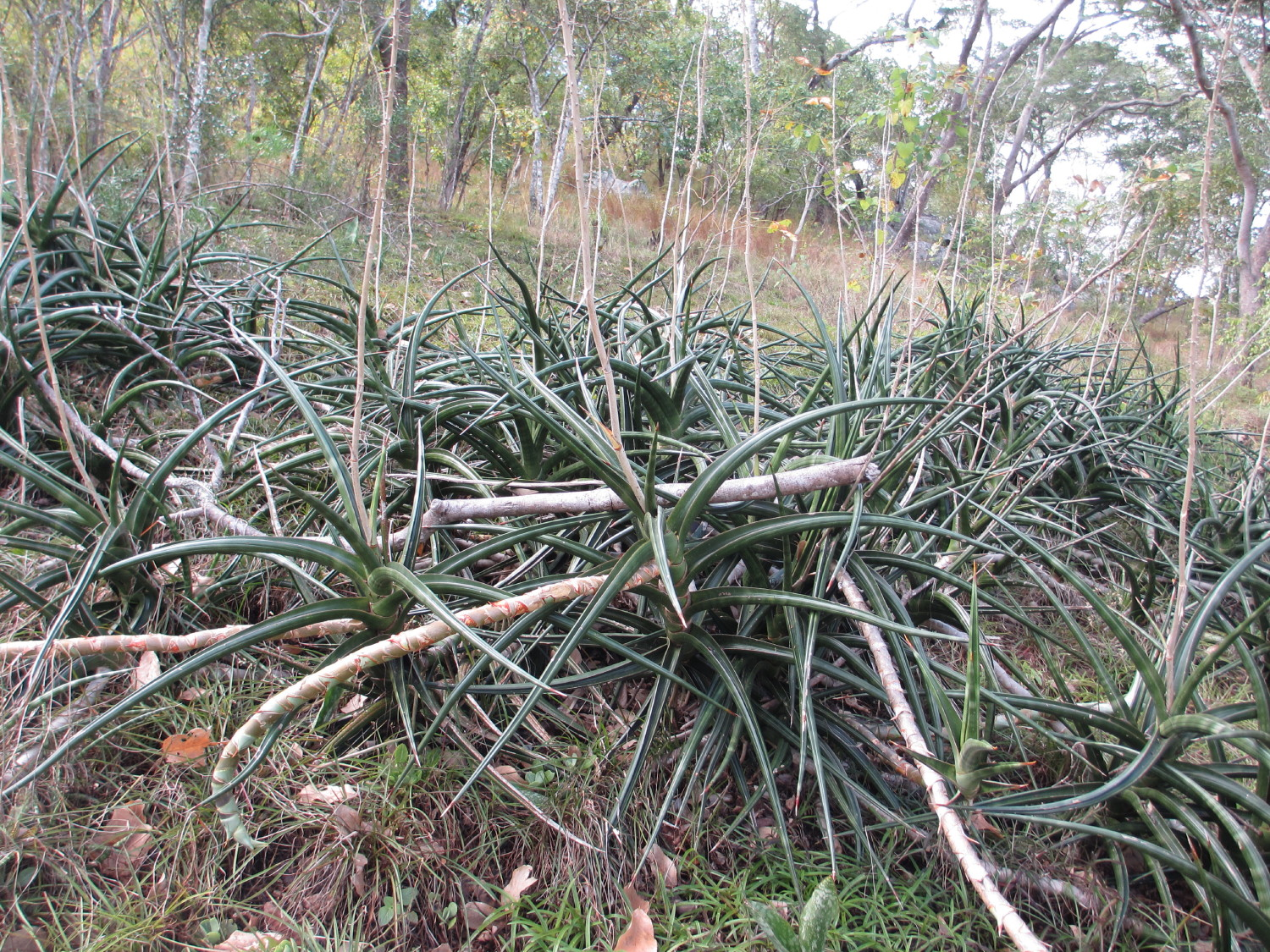